# 弗伦登贝格
鲁尔河畔弗伦登贝格（德語：Fröndenberg/Ruhr），通称弗伦登贝格（德語：Fröndenberg，發音：[ˈfʁœndn̩ˌbɛʁk] ⓘ），是德国北莱茵-威斯特法伦州阿恩斯贝格行政区翁纳县的城市，面积56.23平方千米，2023年12月31日人口为20,450人。